# Yaëll dos Santos Borges
Yaëll dos Santos  (Rotterdam, 25 maart 2001) is een Nederlandse prof-basketbalspeler. Hij is actief voor de formatie van Fundación CB Granada, een Spaanse basketbalclub die uitkomt in de LEB Oro, de tweede divisie in Spanje.

## Carrière
Dos Santos Borges is geboren en getogen in Rotterdam. Hij is begonnen met basketballen bij Rotterdam Basketball (RoBa) en heeft op 16-jarige leeftijd de overstap gemaakt naar de Basketball Academie Limburg (BAL).
Op 18-jarige leeftijd koos Dos Santos Borges ervoor om zijn eerste professionele contract te tekenen bij Zorg en Zekerheid Leiden (ZZ Leiden), een van de topploegen in Nederland die uitkomt in de Eredivisie. Op 22 januari 2020 maakte hij zijn debuut in de FIBA Europe Cup tegen de Turkse ploeg Pınar Karşıyaka.
Voor het seizoen 2020-2021 maakte Dos Santos Borges de overstap naar het nieuw opgerichte Yoast United gevestigd in Bemmel, Gelderland. daar heeft hij voor één jaar gespeeld.
Vervolgens besloot de jonge speler zijn talenten mee te nemen naar de Almere Sailors. De club kwam uit in de Nederlandse Eredivisie, maar is in Augustus 2021 failliet verklaard. Daar houdt het niet op, de 20-jarige Rotterdammer heeft zich onlangs aangesloten bij Feyenoord basketball. De club uit eigen stad, waar hij zelf op jonge leeftijd begonnen is. 
Zijn ontwikkeling bleef ook buiten Nederland niet onopgemerkt. In februari 2022 kreeg hij de kans om zich internationaal te laten zien en tekende hij een 2-jarig contract in Spanje bij Fundación CB Granada. Deze club komt uit in de Spaanse competitie LEB Oro, die bekendstaat om het hoge niveau en de intensieve speelstijl. Voor de jonge Rotterdammer was dit een belangrijke stap in zijn carrière: een kans om ervaring op te doen in een van de sterkste basketbalcompetities van Europa en zich verder te meten met talenten en ervaren spelers op internationaal niveau.